# Jeļena Rubļevska
Jeļena Rubļevska, född den 23 mars 1976 i Riga, Lettiska SSR, Sovjetunionen, är en lettisk idrottare inom modern femkamp.
Hon tog OS-silver i damernas moderna femkamp i samband med de olympiska tävlingarna i modern femkamp 2004 i Aten.